# Робледо Ромеро, Хоакин Эрмес
Хоакин Эрмес Робледо Ромеро (исп. Joaquín Hermes Robledo Romero, 26 сентября 1950 года, Асунсьон, Парагвай) — католический прелат, третий епископ Карапегуа с 10 июля 2010 года по 6 июля 2015 года и третий епископ Сан-Лоренсо с 6 июля 2015 года. 

## Биография
Родился 26 сентября 1950 года в Асунсьоне, Парагвай. Изучал философию и теологию в Высшей духовной семинарии архиепархии Асунсьона. Получил научную степень в Католическом университете Асунсьона. 25 декабря 1975 года был рукоположен в священника для служения в епархии Сан-Лоренсо. 18 апреля 2007 года был назначен администратором епархии Сан-Лоренсо и в 2008 году - генеральным викарием епархии Сан-Лоренсо.
1 июля 2009 года Римский папа Бенедикт XVI назначил Хоакина Эрмеса Робледо Ромеро вспомогательным епископом епархии Карапегуа. 30 августа 2009 года состоялось рукоположение в епископа, которое совершил архиепископ Асунсьона Эустакио пастор Кукехо Верга в сослужении с епископом Карапегуа Сельсо Йегресом Эстигаррибией и епископом Сан-Педро Адальберто Мартинесом Флоресом.
4 июля 2015 года Римский папа Франциск назначил его епископом Сан-Лоренсо.